# Conte di Glasgow

Stemma

Conte di Glasgow è un titolo nella parìa di Scozia, creato nel 1703 per lord David Boyle, uno dei commissari che avrebbero negoziato l'Act of Union, il trattato di unione del regno d'Inghilterra e del regno di Scozia nel regno di Gran Bretagna. David Boyle era già stato creato lord di Kelburn, Stewartoun, Cumbrae, Finnick, Largs e Dalry nel 1699.
Il quarto conte, George Boyle (1766-1843), fu creato inoltre barone Ross, titolo della parìa del Regno Unito, in seguito estinto alla morte del sesto conte suo omonimo (1825-1890). Il settimo conte, David Boyle (1833-1915) servì come governatore della Nuova Zelanda (1892-1897) e venne creato barone Fairlie nel 1897.
Il conte di Glasgow è il capo del clan Boyle.
La residenza ufficiale è Kelburn Castle, a Ayrshire, in Scozia.

## Conti di Glasgow (1703)
- David Boyle, I conte di Glasgow (1666-1733)
- John Boyle, II conte di Glasgow (1688-1740)
- John Boyle, III conte di Glasgow (1714-1775)
- George Boyle, IV conte di Glasgow (1766-1843)
- James Boyle, V conte di Glasgow (1792-1869)
- George Boyle, VI conte di Glasgow (1825-1890)
- David Boyle, VII conte di Glasgow (1833-1915)
- Patrick Boyle, VIII conte di Glasgow (1874-1963)
- David Boyle, IX conte di Glasgow (1910-1984)
- Patrick Boyle, X conte di Glasgow (1939)

L'erede è il figlio dell'attuale conte, David Michael Douglas Boyle, visconte di Kelburn (1978).